# Schienbeinkantensyndrom

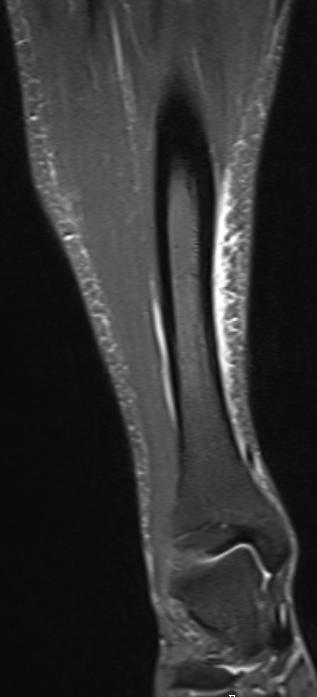
Helles Signal der Knochenhaut in der Kernspintomographie

Das Schienbeinkantensyndrom ist die Bezeichnung für eine schmerzhafte Empfindung in den Schienbeinen. Das auch als mediales Tibiakantensyndrom oder umgangssprachlich als Shin splints bekannte Leiden tritt meist nach sportlicher Aktivität auf. Hervorgerufen werden kann dieser Zustand beispielsweise durch intensives Joggen oder prinzipiell jede andere Sportart, in der Belastungen auf die Schienbein- und Fußmuskulatur wirken. Unangenehm ist zudem das oft langsame Abheilen. Von Seiten mancher Mediziner wird angezweifelt, dass es sich bei Shin Splints um ein eigenständiges Krankheitsbild handelt oder ob andere Ursachen zum Krankheitsbild führen. Eine Auffassung in der Sportmedizin ist es, Shin Splints als Symptom mit mehreren möglichen Ursachen und nicht als fertige Diagnose einzustufen.

## Ursachen des Schmerzes

### Überbeanspruchter Muskel
Als eine Ursache kann das Überbeanspruchen der Muskulatur gelten. Die Überbeanspruchung kann bei einer Vielzahl von Sportarten wie Laufen, Fußball oder Basketball auftreten. Die vorgenannten Ballsportarten mit den charakteristischen schnellen Richtungswechseln können bei untrainierten Sportlern schnell zu Shin Splints führen. Allerdings kann das Symptom auch bei trainierten Sportlern auftreten, beispielsweise nach einer Gewichtszunahme oder nach einem Wechsel des Schuhwerks. Bei intensivem Betreiben von allgemein als muskel- und gelenkschonend betrachteten Sportarten wie Rollerskating oder Nordic-Walking kann Shin Splints ebenfalls auftreten. Der Schmerz tritt oft am nächsten Tag nach intensivem Sporttreiben auf. Wenn in diesem Zustand weiter Sport betrieben wird, tritt der Schmerz oft direkt während der Belastung auf.

### Entzündungen oder Verletzung des Muskels
Der Schmerz kann auch von einer Entzündung oder Überreizung im betroffenen Bereich herrühren. Es kommt immer wieder vor, dass Hobbysportler den Schmerz auf eine Überbeanspruchung des Muskels schieben und erst nach Wochen von einem Arzt eine Entzündung festgestellt wird.
Ein Muskelfaserriss ist bei andauerndem Schmerz trotz Sportstopps nicht auszuschließen.
An der stark belasteten Stelle am Schienbein treten häufig Knochenhautentzündungen auf. Ein Schmerz nach dem Sport kann ein erstes Anzeichen einer Knochenhautentzündung sein. In allen Fällen sollte unverzüglich ein Arzt aufgesucht werden. Die Diagnose kann mit einer MRT (Kernspintomographie) gestellt werden (die entzündete Knochenhaut gibt in fettunterdrückten Aufnahmen ein charakteristisches helles Signal); insbesondere zur Unterscheidung zur Stressfraktur ist die MR geeignet.

### Falsches Training
Durch falsches Auftreten und „hartes“ Schuhwerk wird der Muskel überlastet. Durch hartes Auftreten mit der Ferse schnellt der Vorfuß nach unten. Diese schnelle Bewegung bringt starke Belastung mit sich. Es empfiehlt sich daher bei Haltungsfehlern, Übergewicht oder mangelndem Training eine intensive Beratung durch einen Arzt bzw. Sportmediziner. Ein Beratungsgespräch mit Auftrittsanalyse beim Schuhkauf ist ebenso zu empfehlen.